# 金牛座θ
金牛座θ（θ Tau，θ Tauri）是一个位于金牛座的恒星系统，由3等星金牛座θ¹和金牛座θ²组成。它们距离地球约155光年，是离太阳系最近的疏散星团——毕宿星团的成员之一。
金牛座θ¹和金牛座θ²在天球上的距离为5.62角分（0.094°）。其中金牛座θ¹相对比较昏暗，是一颗K型的橘色巨星，视星等为+3.84。金牛座θ²是一颗白色A型巨星，平均视星等为+3.40。金牛座θ²也是一颗盾牌座δ型变星，它的亮度在+3.35至+3.42之间变化，光变周期为1小时48分55.3秒。 
金牛座θ¹和金牛座θ²同时又都是分光双星，各拥有至少一颗伴星。金牛座θ¹的伴星视星等7等，距离 金牛座θ¹0.082角秒（4AU），金牛座θ²的伴星视星等6等，距离 金牛座θ²0.005角秒（2AU），旋转周期为141天。
在中国古代星官系统中，金牛座θ属于西方白虎七宿中毕宿第六星，因此将其称为毕宿六。但随着西方天文知识的传入，中国人认识到金牛座θ是由金牛座θ¹和金牛座θ²组成。在清朝对星官系统进行补充时，金牛座θ¹继续保留毕宿六的名字，而金牛座θ²则被命名为毕宿增十三。但现在依然可以使用毕宿六指代整个金牛座θ恒星系统。